# Rodion Rodionowitsch Kasakow
Rodion Rodionowitsch Kasakow (russisch Родион Родионович Казаков; * 1758 in Moskau; † 1803 ebenda) war ein russischer Architekt.
In den Jahren 1790 bis 1800 erstellte er zusammen mit seinem Lehrer Matwei Kasakow (mit dem er nicht verwandt war) ein Album der klassizistischen Bauten der Stadt Moskau in sechs Bänden. Es enthält die Beschreibung von 103 Moskauer Villen sowie über 360 Zeichnungen und Pläne. Das Album wurde in der Rüstkammer des Moskauer Kremls aufbewahrt, deren Direktor Kasakow im Jahr 1801 wurde.

## Werke
- 1770–1775 Herstellung des Baumodells des Großen Kremlpalastes als Student von Wassili Iwanowitsch Baschenow
- 1774 von Matwei Kasakow beim Bau des Palastes für Katharina die Große beigezogen
- diverse Repräsentations- und Sakralbauten, u. a. Kirche St. Martin der Bekenner in Moskau